# Paul Auguste Hariot
Paul Hariot (1854 - 5 juillet 1917) est un pharmacien, botaniste et phycologue français.

## Biographie
Il est le fils de Louis Hariot, pharmacien à Méry-sur-Seine, dont il hérite la passion pour la botanique.
Élève de l'École supérieure de pharmacie de Paris où il est nommé préparateur de botanique en 1877, il est également interne en pharmacie des hôpitaux de Paris de 1876 à 1880, passe sa thèse de pharmacie en 1882 et obtient cette même année le grade de pharmacien de 1re classe.
Un évènement extraordinaire intervient alors dans son existence plutôt tranquille. Il est appelé à participer en 1882 et 1883 en qualité de botaniste à la mission scientifique du Cap Horn à bord de La Romanche et en rapporte, outre ses observations biogéographiques et ethnographiques, une belle collection d'algues dont la description, publiée dans le rapport de la mission, va orienter sa carrière future en phycologie.
Licencié ès-sciences naturelles en 1888, il entre au Muséum national d'histoire naturelle dans le service du Professeur Van Tieghem où il est chargé d'extraire de l'herbier général les collections de végétaux non phanérogames afin de créer et d'ordonner un véritable herbier cryptogamique. Il devient préparateur titulaire en 1892.
Il entreprend ainsi de classer et de classifier les échantillons rassemblés par Sébastien Vaillant (1669-1722), ceux des frères Edmond et Charles Tulasne et aussi les collections rapportées par les divers naturalistes voyageurs du XIXe siècle. Au besoin, il révise la position systématique des espèces décrites ; son nom figure ainsi souvent comme deuxième auteur pour de nombreuses espèces d'algues. Formé par ses amis et maîtres Narcisse Patouillard et l'abbé Hue, guidé par les leçons de son initiateur Édouard Bornet, il devient lui-même un référent apprécié et reconnu de ses directeurs (Van Tieghem puis Louis Mangin), des savants voyageurs et de ses correspondants cryptogamistes étrangers.
En 1890, il obtient le prix Montagne, décerné par l'Académie des sciences pour sa monographie du genre d'algues terrestres Trentepohlia.
Il contribue à la vulgarisation naturaliste en étant l'auteur de plusieurs titres d'une collection d'atlas et d'atlas de poche lancée par l'éditeur spécialisé en sciences naturelles Paul Klincksieck. Il publie notamment le premier guide pratique en français de phycologie, l'atlas des algues marines les plus répandues des côtes de France.

## Quelques publications

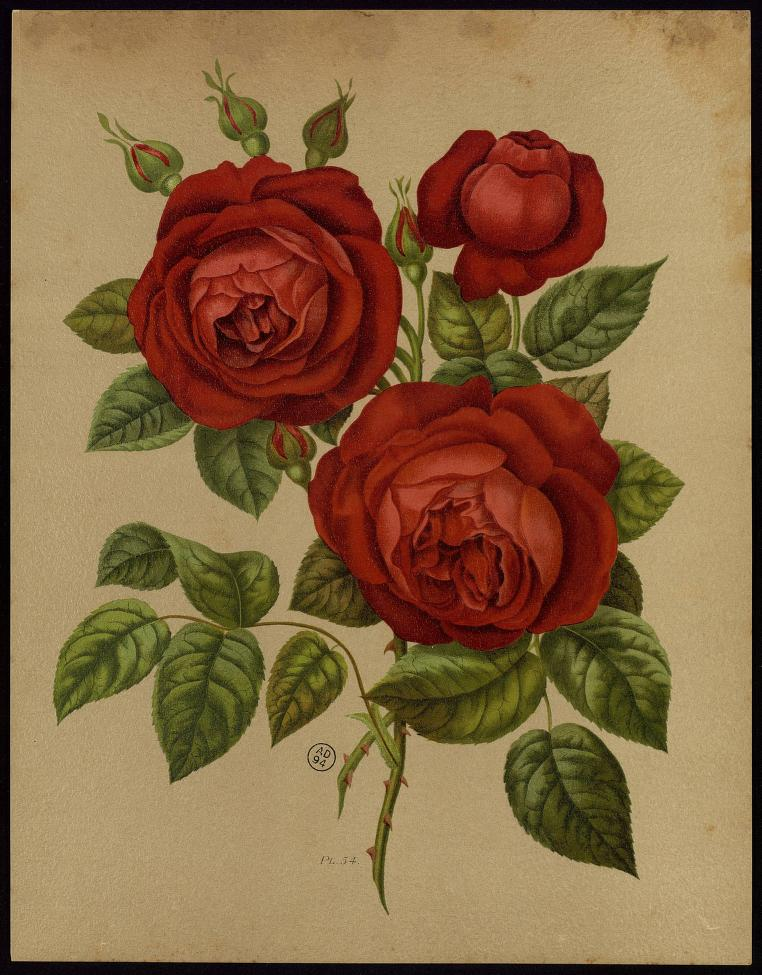
Rose 'Préfet Limbourg', 1878 (Livre d'Or des Roses)

- Hariot Louis et Hariot Paul, Florule du canton de Méry-sur-Seine, Troyes, Imprimerie et lithographie Dufour-Bouquot, 1874, 76 p.
- Hariot Paul, Flore de Pont-de-Seine, Troyes, Imprimerie et lithographie Dufour-Bouquot, 1879, 62 p. (lire en ligne)
- Hariot Paul, De Bordeaux au Cap Horn. Notes de voyage à travers l'Atlantique et le détroit de Magellan, Troyes, 1884
- Bescherelle Émile, Franchet André, Hariot Paul, Massalongo C., Petit Paul, Mission scientifique du Cap Horn 1882-1883, vol. V : Botanique, Paris, Gauthier-Villars, 1888-1889
- Hariot Paul, Atlas des algues marines les plus répandues des cȯtes de France, Paris, Librairie des sciences naturelles, Paul Klincksieck, 1892, 51 p. (lire en ligne)
- Hariot Paul, Atlas colorié des plantes médicinales indigènes, Paris, Librairie des sciences naturelles, Paul Klincksieck, 1900 (lire en ligne)
- Hariot Paul, Le Livre d'or des roses : Iconographie, histoire et culture de la rose, L. Laveur, 1903, 130 p.
- Hariot Paul, Les Urédinées (rouilles des plantes), Paris, Octave Doin, 1908 (lire en ligne)
- Hariot Paul, Atlas de poche des fleurs de jardins les plus faciles à cultiver, L. Lhomme, 1912

## Sources
Biers P.-M., Le souvenir de Paul Hariot, vol. I, fasc. 4 : Annales de cryptogamie exotique, Paris, Muséum d'histoire naturelle, décembre 1928 (lire en ligne), p. 313-318